# 循環血液量減少性ショック
循環血液量減少性ショック（じゅんかんけつえきりょうげんしょうせいショック、英: Hypovolemic shock）は循環性ショックの一種であり、血液または血管内の細胞外液の不足によるものである。
体組織への血流が不十分な状態である。一般的な初期症状には、脱力感、脈圧の低下、心拍数の上昇などがあげられる。状態が悪化すると、低血圧、錯乱、興奮状態になる。合併症には、電解質異常、腎不全、多臓器不全などがあげられる。

循環血液量減少性ショックは、細胞外液または血液量の減少により発生し、出血性ショックとしても知られている。細胞外液の減少は、嘔吐、下痢、過剰な尿の生成、暑さ、膵炎などが原因で起こる。血液量の減少は、外傷、胃腸出血、子宮外妊娠などが原因で起こる。診断は、多くの場合、症状と発症の履歴に基づいて行われる。
治療は、失われた液体の種類によって異なる。失血の場合は、出血を止めること、血液製剤の投与、トラネキサム酸の投与、手術が一般的に推奨される。他の液体を失った場合は、晶質液の静脈内輸液の使用が一般的である。根本的な原因にも対処する必要がある。循環血液量減少性ショックの発生頻度は不明である。循環血液量減少性ショックは、怪我の後や子供に最もよく見られる種類のショックである。